# Namrasit
Namrasit („Strahlend ist er, wenn er aufgeht“) ist die sumerische Bezeichnung der Gottheit des aufgehenden Mondes.
In der achten Tafel des  Gilgamesch-Epos führte Namrasit den Beinamen „Ratgeber der Götter“. Ein šu-ila-Text aus der Bibliothek des Aššurbanipal nennt ihn von "unvergleichlicher Macht, mit unerschließlichem Ratspruch". Namrasit nahm zeitweise den Charakter eines Totengottes an, da er im Tagesverlauf unter den Horizont sank. Damit hatte Namrasit die Macht, in das Totenreich einzutreten.
Nach dem Tod von Enkidu erhielt Namrasit daher von Gilgameš ein Opfergeschenk:

„139 Ein [...] aus [...] [...].140 legte er für Namrasit, den Ratgeber der Götter, dem Šamaš vor: 141 Möge Namrasit, der Ratgeber der Götter, dies (Geschenk) entgegennehmen. 142 Meines Freundes angesichtig sei er so der Freude voll, 143 dass er an seiner Seite gehe.“

Es gibt einen weiteren sumerischen Mondgott mit dem Namen Nanna.